# Megalomys desmarestii
Megalomys desmarestii (Мегаломіс Демаре) — вид гризунів з родини Хом'якові (Cricetidae).

## Етимологія
Вид названий на честь професора Ансельма Гаетана Демаре (фр. Anselme Gaëtan Desmarest, 1784—1838) — французького зоолога.

## Проживання
Цей вид був відомий з Мартиніки. Можливо, жив у лісі та плантаціях в XIX столітті.

## Загрози та охорона
Швидше за все вимер через введення мангуста — хоча було висловлено припущення, що виверження вулкана Монтань-Пеле в 1902 році, можливо, відіграло свою роль в остаточному вимиранні.